# Solarussa
Solarussa é uma comuna italiana da região da Sardenha, província de Oristano, com cerca de 2.493 habitantes. Estende-se por uma área de 31 km², tendo uma densidade populacional de 80 hab/km². Faz fronteira com Bauladu, Oristano, Paulilatino, Siamaggiore, Simaxis, Tramatza, Zerfaliu.